# Прокофьев, Георгий Иванович
Гео́ргий Ива́нович Проко́фьев (17 июля 1923, Петергоф — 3 апреля 1978, Ленинград) — советский учёный и педагог, один из первых исследователей грамматики индонезийского языка. Кандидат филологических наук.

## Биография
Участник Великой Отечественной войны.
В 1955 окончил восточный факультет Ленинградского государственного университета по специальности филология хиндустани и аспирантуру по индонезийскому языку.
В 1973 защитил кандидатскую диссертацию.
Преподаватель ЛГУ с 1957. Автор лекционных курсов по введению в индонезийскую филологию, теоретической грамматике индонезийского языка, лексикологии, диалектологии.
Составил первую хрестоматию современной индонезийской прозы периода 1920—1950-х гг. Его научные интересы касались главным образом проблем индонезийского синтаксиса. Предвосхитил одно из положений общей теории подлежащего американского лингвиста Э. Кинэна.

## Основные труды
- 1966 — Об одной тематической конструкции предложения в индонезийском языке. // Проблемы филологии стран Азии и Африки. Сборник статей, Л., ЛГУ;
- 1971 — Конструкции с тематическим определяемым в индонезийском языке. // Вестник Ленинградского университета, № 8;
- 1980 — О слабых и сильных формах в индонезийском языке. // Ученые записки Ленинградского университета, № 403, Л.